# جبلة (اسم)
جبلة هو اسم علم مؤنث من أصل عربي، ومعناه هو القوة، وصلابة الأرض، والجبل الصغير.

## الأصل اللغوي
جِبلة: (اسم)
- أرض صُلبة لا تقوى عليها المعاول
- (التشريح) بروتوبلازم؛ مادّة شبه زلاليَّة، معقَّدة التَّركيب الكيماويّ، وتُعَدّ الأساس الطبيعيّ للحيوان والنَّبات

## شخصيات تحمل الاسم
- جبلة بن أبي كرب
- جبلة بن الأزرق الكندي
- جبلة بن الأشعر الخزاعي
- جبلة بن الأيهم ( – 645)
- جبلة بن ثعلبة الأنصاري
- جبلة بن جنادة
- جبلة بن سعيد
- جبلة بن شراحيل
- جبلة بن عمرو الأنصاري
- جبلة بن مالك

## وصلات خارجية
- موسوعة السلطان قابوس لأسماء العرب نسخة محفوظة 5 أبريل 2019 على موقع واي باك مشين.